# Jan z Parmy
Jan z Parmy, właśc. Giovanni Buralli (ur. ok. 1208 w Parmie, zm. 19 marca 1289 w Camerino) – włoski franciszkanin (OFM), generał zakonu w latach 1247–1257, błogosławiony Kościoła katolickiego.

## Życiorys
Urodził się w Parmie. Święcenia kapłańskie przyjął, będąc już członkiem Zakonu Braci Mniejszych. Był lektorem teologii na Uniwersytecie w Bolonii i w Neapolu. Jako ekspert wziął udział w Soborze lyońskim I w 1245. Został wybrany ministrem generalnym podczas kapituły generalnej w Lyonie w 1247.
Po wyborze rozpoczął wizytacje prowincji w Europie. Był przyjęty przez Edwarda III w Anglii i Ludwika IX we Francji. Ten ostatni wziął również udział w kapitule prowincjalnej w Sens. W 1249 Jan z Parmy zwołał kolejną kapitułę do Metzu. Po niej opublikowano nowe prawa, które miały stanowić próbę pogodzenia dwóch nurtów w łonie zakonu franciszkańskiego − rygorystów z tzw. wspólnotą, dążącą do wprowadzania zmian w interpretacji reguły św. Franciszka z Asyżu.
Uczestniczył w Synodzie w Nicei, gdzie podjęto kroki ku zjednoczeniu Kościoła łacińskiego z prawosławnym. Był to początek drogi ku usankcjonowaniu unii, do którego doszło podczas Soboru lyońskiego II w 1274. W 1249 Jan przebywał jako legat Innocentego IV na Wschodzie na dworze cesarza Jana III Dukasa Watatzesa. Do Italii powrócił w 1250.
Za generalatu Jana z Parmy miał miejsce konflikt pomiędzy wykładowcami katedr uniwersyteckich w Paryżu. Z jednej strony stali franciszkanie z dominikanami po drugiej zaś przedstawiciele kleru diecezjalnego i inni wykładowcy. Do zaostrzenia doszło po publikacji w 1254 dziełka Liber introductorius in Evangelium aeternum franciszkanina Gerarda z Borgo San Donnino. Było przesiąknięte tezami Joachima z Fiore. Dzieło potępił 25 października 1255 papież Aleksander IV. Jan z Parmy był znany z sympatii do niektórych poglądów Joachima. Nigdy nie był tak zuchwały w swym nauczaniu jak Gerard, uznawał jednak eschatologiczną rolę św. Franciszka jako anioła szóstej pieczęci, który zapoczątkowywał trzeci stan w dziejach świata. Papież zachęcił Jana do rezygnacji z urzędu. Miało to miejsce podczas kapituły generalnej w bazylice Matki Bożej Ołtarza Niebiańskiego w Rzymie w 1257. Na swojego następcę Jan wskazał Bonawenturę z Bagnoreggio. Nowy generał powołał komisję, która miała zbadać czy oskarżenia Jana o joachimizm są słuszne. Przed karą dożywotniego więzienia obronił go kard. Ottobono Fieschi, przyszły papież Hadrian V. Przez następnych trzydzieści lat Jan mieszkał w pustelni franciszkańskiej w Greccio. Dwukrotnie papieże nosili się z zamiarem wyniesienia go do godności kardynalskiej. W 1289 wyruszył za zgodą papieża Mikołaja III w podróż na Wschód. Zmarł w czasie podróży w Camerino w marcu 1289.
Na życzenie Jana z Parmy, Tomasz z Celano napisał trzecie swe dzieło o św. Franciszku z Asyżu − Tractatus de miraculis.
Został beatyfikowany przez papieża Piusa VI w 1777.
Jego wspomnienie liturgiczne obchodzone jest w dzienną pamiątkę śmierci.